# Бінн
Бінн (нім. Binn) — громада  в Швейцарії в кантоні Вале, округ Гомс.

## Географія
Громада розташована на відстані близько 90 км на південний схід від Берна, 65 км на схід від Сьйона.
Бінн має площу 65,1 км², з яких на 0,4% дозволяється будівництво (житлове та будівництво доріг), 22,4% використовуються в сільськогосподарських цілях, 18,8% зайнято лісами, 58,4% не є продуктивними (річки, льодовики або гори).

## Демографія
2019 року в громаді мешкало 134 особи (-5,6% порівняно з 2010 роком), іноземців було 4,5%. Густота населення становила 2 осіб/км².
За віковим діапазоном населення розподілялося таким чином: 18,7% — особи молодші 20 років, 47,8% — особи у віці 20—64 років, 33,6% — особи у віці 65 років та старші. Було 56 помешкань (у середньому 2,2 особи в помешканні).
Із загальної кількості 72 працюючих 14 було зайнятих в первинному секторі, 8 — в обробній промисловості, 50 — в галузі послуг.